# Rhamphomyia laevipes
Rhamphomyia laevipes är en tvåvingeart som först beskrevs av Fallen 1816.  Rhamphomyia laevipes ingår i släktet Rhamphomyia och familjen dansflugor. Arten är reproducerande i Sverige. Inga underarter finns listade i Catalogue of Life.